# ウイニング嵐
『世紀末ミニ四駆伝説 ウイニング嵐』（せいきまつミニよんくでんせつ ウイニングらん）はミニ四駆を題材にした鈴木雅洋の漫画。1997年度に小学館の学年誌である『小学五年生』、『小学六年生』に連載された。タイトルロゴでは、「ウイニング嵐」の下に英字で「WINNING RUN」の表記がつく。

## 概要
『小学五年生』、『小学六年生』の二誌で1997年4月号から同時並行して連載されたが、世界観や登場人物は主人公と主人公の兄以外は異なり、互いの話に関連性はない。
『小学五年生』に連載されたストーリーは主人公が行方不明のミニ四レーサーの兄を非合法のレースをしながら探すという内容であるが、『小学六年生』に連載されたストーリーはミニ四レーサーとして名が知られている兄に、スポーツ万能・頭脳明晰・遊びもパーフェクトだが、ミニ四駆に関しては全くの初心者の主人公が、ガールフレンドのために頑張るべくミニ四駆について教えてもらうという内容である。
『小学六年生』の連載は同年12月号で完結。『小学五年生』の連載は1998年1月号まで続いたが、作者急病のためその号をもって連載終了（3月号にその旨が掲載された）。そのため小学五年生版のストーリーは未完である。また、どちらも単行本化されていない。
この漫画独自のミニ四駆はなく、本作のキャラクターが使うミニ四駆は、同時期に『小学五年生』に連載されていた徳田ザウルスの漫画『ダッシュボーイ天』に登場するミニ四駆が多かった。そのため、徳田ザウルスのクレジット表記がある。また本作の特徴として、素組みであるミニ四駆はあまり登場せず、当時のグレードアップパーツで改造されている状態のミニ四駆が多く登場した。
発行部数の少ない雑誌での連載、独自のミニ四駆が登場しないなどの要因で、この漫画は第二次ミニ四駆ブーム時に連載されていたにもかかわらず一般的な認知度は非常に低く、ミニ四駆を題材にした漫画としてはかなりマイナーである。

## 小学五年生版
1997年4月号〜1998年1月号掲載（全8回、未完 / 6月号、12月号は休載）

### あらすじ
軸丸嵐の兄、軸丸翔は2年連続でオールジャパンカップで優勝を飾る強豪レーサーであった。オールジャパンカップ後、嵐が翔の楽屋を訪ねると、兄がいなくなっていることに気付く。しばらくして、兄のミニ四駆改造技術を目に付けた組織が浚ったという噂を聞いた嵐は兄を探す旅に出る。そして、兄の失踪にはツインダビデという賭けレースを開催する組織が関わっていることを知り、嵐は組織に乗り込んでいく。

### 登場人物
軸丸 嵐（じくまる あらし）
本作の主人公。兄を探すために各地でレースを繰り広げる。
使用マシン：サンダーブーメランW10

軸丸 翔（じくまる しょう）
嵐の兄。2年連続オールジャパンカップで優勝を飾る。彼が手掛けるミニ四駆にはタミヤのマークに似た六芒星のエンブレムが施されている。
オールジャパンカップ後、黒服の男に浚われ、失踪。
使用マシン：アストロブーメラン

レイカ
本作のヒロイン。ツインダビデの一員。翔について詳しく知っているような態度をする。
組織のリーダー・ツインダビデと、組織のメンバーの橋渡し役であった。
使用マシン：ハリケーンソニック

田中（たなか）
翔がチューンしたマシンをツインダビデから購入し、模型店主催のレースで全勝していたレーサー。
使用マシン：ストラトベクター

V-MAX（ブイ-マックス）
サイボーグのような風貌のレーサー。ツインダビデの一員。
なお、ツインダビデのメンバーはインターネットで知り合ったミニ四駆仲間である。
使用マシン：ブロッケンギガント

アプリリア
エイリアンのような風貌のレーサー。ツインダビデの一員。
使用マシン：レイスティンガー

ゼファー
ツインダビデの幹部。
使用マシン：レイホークガンマ ホワイト

サンダーキャッツ
ツインダビデの幹部。
使用マシン：レイホークガンマ ブラック

ツインダビデ
組織ツインダビデのリーダー。ミニ四駆界の真の帝王を名乗る。
名探偵コナンのような外見をしている。

## 小学六年生版
1997年4月号〜12月号掲載（全8回で完結 / 11月号は休載）

### あらすじ
軸丸嵐は全日本チャンプの兄を持つにもかかわらず、ミニ四駆をほとんど触ったことがない素人。ある日、春野麗とのデート中、つい見栄を張って自分も兄のようにミニ四駆が強いと言ってしまう。
その場限りの嘘のつもりだったが、麗にミニ四駆が強いところを見せて欲しいとミニ四駆を渡され、引くに引けなくなってしまった。
嵐は自分がミニ四駆の素人だということを隠しつつ、兄の指導のもと、ミニ四駆について学ぶ日々が始まる。

### 登場人物
軸丸 嵐（じくまる あらし）
本作の主人公。頭脳明晰、運動神経抜群なのだが、ミニ四駆に関しては素人。
麗に見栄でミニ四駆が強いと言ってしまったことから、ミニ四駆を始めることになる。
ミニ四駆については素人であるため、ことあるごとに「全日本チャンプの弟」とハッタリをかます。
使用マシン：サンダーブーメランW10

軸丸 翔（じくまる しょう）
嵐の兄。2年連続ミニ四駆全日本チャンプに輝くほどの凄腕ミニ四駆レーサー。
ミニ四駆について何も知らない嵐に丁寧に解説をする。

春野 麗（はるの うらら）
本作のヒロイン。結果的に、嵐にミニ四駆を始めさせるきっかけを作る。
最後まで嵐がミニ四駆の素人だったとは知らなかった。

吉本 拓（よしもと たく）
嵐のライバル。関西チャンプで嵐の学校に転校してきた。
使用マシン：サイクロンマグナムTRF

岩井 小百合（いわい こゆり）
翔を倒すことを目標としている女の子。
拓のマシンを周回遅れにさせるほどの強さを誇る。
使用マシン：レイホークガンマ